# Daniel Hartnack
Daniel Hartnack (* 20. November 1642 in Mulkenthin bei Stargard in Pommern; † 1708 in Bad Bramstedt in Wagrien) war ein deutscher evangelischer Theologe, Schulmeister und Schriftsteller.
Hartnack, geboren in Mulkentin etwa acht Kilometer nordöstlich  von Stargard in Hinterpommern als Sohn des Dorfpfarrers,  hatte Philologie und Theologie studiert und war im Laufe seines Lebens Gymnasialprofessor in Frankfurt (Oder) und Erfurt, wo er gegen Jochan Melchior Stenger opponierte und zu dessen Vertreibung beitrug, Privatlehrer in Dresden, Rektor der Lateinschulen in Bremen, Altona und Schleswig und zuletzt Pfarrer in Bramstedt gewesen. Die Schule in Altona wurde 1683 eröffnet; Hartnack war dort der erste Rektor. Immer wieder hatten ihn Streitigkeiten mit anderen Theologen um seine Anstellung gebracht. Es gab jedoch einflussreiche Berufskollegen, die sich für ihn einsetzten, darunter Esaias Pufendorf, Bruder des Staats- und Völkerrechtlers Samuel Pufendorf. Diese Fürsprache hatte er wahrscheinlich seiner starken Persönlichkeit,  seiner pädagogischen Begabung und seinem administrativen  Geschick als Schulleiter zu verdanken.
Neben seinen theologischen Streitschriften, die er zum Teil unter Pseudonymen wie Maphanäsus, Maphanatus, Marphanäus und Friedrich Coelius veröffentlichte, verfasste er ein Lehrbuch über die Geschichte Livlands.

## Schriften (Auswahl)
- Perspectiva mechanica und eigentliche Beschreibung derer vornehmsten Instrumenten. Lüneburg 1683, 22 Seiten.
- Der Kluge Staatsmann.    Hamburg 1692, 128 Seiten,  online.
- Kurtzer Entwurff Liefländischer Geschichte, von Anfange da die Nation in der Christenheit bekant worden biß zu den nechsten Zeiten, samt hierzu dienlicher Vorrede und doppelten Anhang, deren I. die Geographie des Landes, II. die Chronologie der Regenten und Geschichte vorstellet. Conrad Neumann, Hamburg 1700, 252 Seiten. Rezension online von Friedrich Conrad Gadebusch: Abhandlung von livländischen Geschichtsschreibern, Riga 1772, S. 147–148.